# Stazione di Macere
La stazione di Macere era una fermata ferroviaria posta sulla linea Velletri-Segni. Serviva la località di Macere, nel territorio comunale di Artena.

## Storia
La fermata di Macere venne attivata nel 1936. Venne chiusa in concomitanza con la soppressione dell'intera linea nel 1966.